# Tutova
Tutova – wieś w Rumunii, w okręgu Vaslui, w gminie Tutova. W 2011 roku liczyła 1148 mieszkańców.